# حماد مياه
حماد مياه ((بالبنغالية: হাম্মাদ মিঞা)‏; من مواليد 6 يوليو 1993) هو لاعب محترف في لعبة سنوكر الانجليزية.
في مايو 2013 ، تأهلت ميا ل 2013–14 و 2014–15 جولة رئيسية احترافية كواحدة من أربعة متسابقين في الدور نصف النهائي من أول حدث في مدرسة كيو. يقع مقر حماد ميا في نادي ويتستون للسنوكر في بارنت، إنجلترا. في يونيو 2021 استعاد بطاقته من خلال س وسام الاستحقاق المدرسي ل 2021-22 و 2022-23 مواسم.

## مهنة

### موسم لأول مرة
كان أول فوز لمياه كمحترف هو الفوز 5-4 على سيدني ويلسون في الجولة التأهيلية الأولى من فتح حقول الذهب الأسترالية 2013، قبل أن يخسر 2-5 إلى جيرارد غرين. ظهر لأول مرة في حدث رفيع المستوى في الهندي المفتوحة بالضرب جيمي روبرتسون 4-3 في التصفيات، ثم فاز تشن زهي في الجولة الأولى، مرة أخرى من خلال إطار واحد. لعب ميا المفضلة المحلية أديتيا ميهتا في الجولة الثانية وخسر 1-4. خسر في الجولة الأولى من بطولة بريطانيا والويلزية المفتوحة 2-6 إلى أندرو هيغينسون و 3-4 إلى شياو قوه دونغ على التوالي. كما التقى ميا شياو في الجولة الأولى من الصين المفتوحة وتعرض للضرب مرة أخرى هذه المرة 2-5.

### موسم 2014/2015
كان لدى ميا فقير موسم 2014-15 كما انه يمكن الفوز بمباراة واحدة فقط طوال العام وخسر مكانه في الجولة كما وضعت 100 في التصنيف العالمي، كذلك خارج أعلى 64 الذين ما زالوا. حاول ميا للفوز مكانه مرة أخرى في مدرسة كيو وجاء الأقرب إلى القيام بذلك في الحدث الثاني عندما خسر 2-4 ل بول دافيسون في الجولة قبل الأخيرة.

### موسم 2015/2016
أعطى وسام الاستحقاق من مدرسة مياهس كيو له الدخول إلى 2015 حقول الذهب الأسترالية المفتوحة التصفيات التي بدأ فيها استراحة لمدة قرن وفاز بأول مباراة له في الترتيب منذ ما يقرب من عام بفوزه جيسون ويستون 5–2. خسر 1-5 إلى أنتوني هاميلتون في الجولة اللاحقة. تم القضاء عليه في الجولة الثالثة من ثلاثة جولة أوروبية الأحداث خلال الموسم، والتي تضمنت تسجيل 4-3 انتصارات مارك ديفيس وجود ترامب. هذا رآه الانتهاء من 60 على وسام الاستحقاق لتأمين بطاقة جولة جديدة لمدة عامين تبدأ الموسم المقبل.

### موسم 2016/2017
ميا ارتفع بها مارتن غولد 5-4 للتأهل ل 2016 العالم المفتوح، لكنه خسر في جولة البدل مرة واحدة في الصين. يفوز على كورت دنهام, تيان بنغفي وروري ماكلويد ساعده في الوصول إلى الجولة التأهيلية النهائية ل شنغهاي الماجستير وتعرض للضرب 0-5 من قبل ماثيو سيلت. كان ميا 0-3 وصولا إلى توم فورد في الجولة الافتتاحية من بطولة بريطانيا، قبل التسوية عند 3-3 في جولة تضمنت استراحة لمدة قرن. وكان أيضا 3-5 وراء، ولكن عاد للفوز 6-5. وجاء ثاني نهائي الإطار النهائي في الجولة المقبلة ضد روبرت ميلكينز مع مايا خسارتها. بعد ذلك قال ميلكينز إن ميا لم يكن لاعب سنوكر حقيقي بعد أن تبادل الزوجان الكلمات في نهاية المباراة.
ميا صدمت المصنفة 22 عالميا ريكي والدن 10-7 في بطولة العالم التأهل و، بعد الضرب مارتن أودونيل 10-7 ، مباراة مع روري ماكلويد ينتظر مع الفائز الوصول إلى بوتقة. خسر ميا الإطارات السبعة الأولى، قبل أن يأخذ ستة على التوالي. في النهاية سيهزم 7-10.

### موسم 2017/2018
لقد ترك اللعب في نهاية 2017/18 لكنه دخل مدرسة كيو في محاولة للانضمام فورا.
فاز بالمركز الأول من مدرسة كيو وهذا يعني أن لديه بطاقة جولة للمحترفين على الأقل 2لمدة سنوات.

| جدول الأداء | جدول الأداء              | جدول الأداء | جدول الأداء                                                         | جدول الأداء | جدول الأداء        |
| ----------- | ------------------------ | ----------- | ------------------------------------------------------------------- | ----------- | ------------------ |
| لق          | خسر في السحب التأهيلي    | # ص         | خسر في الجولات الأولى من البطولة (ور = جولة البدل، ص ص = جولة روبن) | مؤسسة قطر   | خسر في ربع النهائي |
| سادس        | خسر في الدور نصف النهائي | F           | خسر في النهائي                                                      | W           | فاز بالبطولة       |
| دنك         | لم يتأهل للبطولة         | A           | لم يشارك في البطولة                                                 | ود          | انسحب من البطولة   |

| نه / غير محتجز            | نه / غير محتجز            | نه / غير محتجز            | نه / غير محتجز            | يعني لم يعقد حدث.                  |
| تقرير وطني / حدث غير مرتب | تقرير وطني / حدث غير مرتب | تقرير وطني / حدث غير مرتب | تقرير وطني / حدث غير مرتب | يعني حدث هو/لم يعد حدثا الترتيب.   |
| ص / ترتيب الحدث           | ص / ترتيب الحدث           | ص / ترتيب الحدث           | ص / ترتيب الحدث           | يعني الحدث هو / كان حدثا الترتيب.  |
| السيد / حدث رفيع المستوى  | السيد / حدث رفيع المستوى  | السيد / حدث رفيع المستوى  | السيد / حدث رفيع المستوى  | يعني أن الحدث هو / كان حدثا صغيرا. |

## روابط خارجية
- حماد مياه في worldsnooker.com
- حماد مياه نتائج التاريخ